# Логойда Микола Дмитрович
Отець Микола Логойда (30 листопада 1918, Руське — 2006, мікрорайон Росвигово, м. Мукачево) — церковний діяч, архімандрит.

## Біографія
Народився в селі Руське Мукачівського району Закарпатської області в багатодітній сім'ї, в якій був наймолодшим із десяти дітей..

## Освіта
Початкову школу закінчив у рідному селі, гімназію — у Мукачеві. Потім його освітній шлях проліг через Югославію, де в місті Бітоль навчався в духовній семінарії, а в Будапешті — в духовній академії. Рукоположений на священника 14 січня 1943 року митрополитом Серафимом.

## Діяльність
Перша парафія о. Миколи була у Нижньому Бистрому Хустського району, потім у с. Негрово Іршавського району, а з 1947 по 1953 рік він був настоятелем і благочинним православного храму в Сваляві.
З 1953 року о. Микола Логойда — священник і настоятель кафедрального собору в Мукачеві. 36 років пропрацював секретарем єпархіального управління. У 1989 році звільнився за станом здоров'я з цієї посади.
1956 р. — о. Микола отримав духовний сан протоієрея.
1966 р. — стає митрофорним протоієреєм.
1971 р. — делегатом від духовенства Мукачівської єпархії на виборах патріарха всієї Русі.
Учасником урочистостей з нагоди тисячоліття хрещення Русі в Москві та Києві, де в 1988 році одержав у подарунок тритомну Біблію — тлумачну енциклопедію духовного життя.
26 листопада 1944 року на І з'їзді народних комітетів Закарпатської України, на якому був прийнятий Маніфест про возз'єднання Закарпаття з Україною в Мукачеві отець Микола Логойда був делегатом від Нижнього Бистрого. На з'їзді було 11 православних і 3 греко-католицьких священників-делегатів. Один із них, о. Іван Кополович, був обраний членом Народної Ради Закарпаття.
Отець Микола Логойда завжди дружив із архімандритом Мукачівського монастиря о. Василієм (Проніним), архієпископом Іваном Кополовичем, який останні роки жив у Росвигові, де помер і похований на монастирському кладовищі.

## Відзнаки
1987 р. — йому урочисто вручено грамоту, підписану патріархом Московським і всієї Русі Піменом.
За свою роботу одержав два іменні хрести з прикрасами, які до того часу в Закарпатті ніхто не мав, а також митру.
18 липня 2002 — присвоєно звання почесного громадянина міста Мукачева (рішення 5 сесії IV скликання Мукачівської міської ради).